# محمد أباد (فسا)
محمد أباد (بالفارسية: محمدآباد) هي قرية تقع في Now Bandegan District في إيران. يقدر عدد سكانها بـ 79 نسمة.